# کارلا پترسون
کارلا پترسون (انگلیسی: Carla Peterson؛ زادهٔ ۶ آوریل ۱۹۷۴) یک هنرپیشه اهل آرژانتین است.
از فیلم‌ها یا برنامه‌های تلویزیونی که وی در آن نقش داشته است می‌توان به ۲+۲ اشاره کرد.